# Xylotrupes gideon
Xylotrupes gideon es una especie de escarabajo rinoceronte del género Xylotrupes, familia Scarabaeidae. También se conoce como escarabajo rinoceronte siamés y escarabajo luchador. Fue descrita científicamente por Linnaeus en 1767.
Se distribuye por la región oriental. Habita en Indonesia (Java, Bali, Lombok), India (Mizoram, Manipur, Assam, Meghalaya, Bengala Occidental, Kerala, Maharashtra, Tripura, Sri Lanka), Australia e Islas Salomón.

## Descripción
Puede alcanzar una longitud de 3,5 a 7 centímetros (1,4 a 2,8 pulgadas). Como es habitual con los escarabajos rinoceronte, hay una gran diferencia entre los géneros. Los machos son más grandes que las hembras. Tienen dos cuernos bifurcados quitinosos, un cuerno torácico grueso y un cuerno cefálico más pequeño, que utilizan para eliminar a sus rivales durante el período de apareamiento. Estos escarabajos son de color rojo oscuro brillante, marrón oscuro o negro. Los ojos están situados a cada lado de la cabeza. Cuando se les molesta, estos escarabajos emiten un silbido, producido al frotar la punta del abdomen contra el borde de los élitros.
Machos con cabeza transversa, escasamente perforada; clípeo alargado, escasa y minuciosamente perforado. Antena de 10 segmentos. Élitros y pigidios coriáceos, fina y escasamente perforados. El dorso de la hembra es rugoso, con pronoto densamente perforado. Pigidio finamente rugoso.

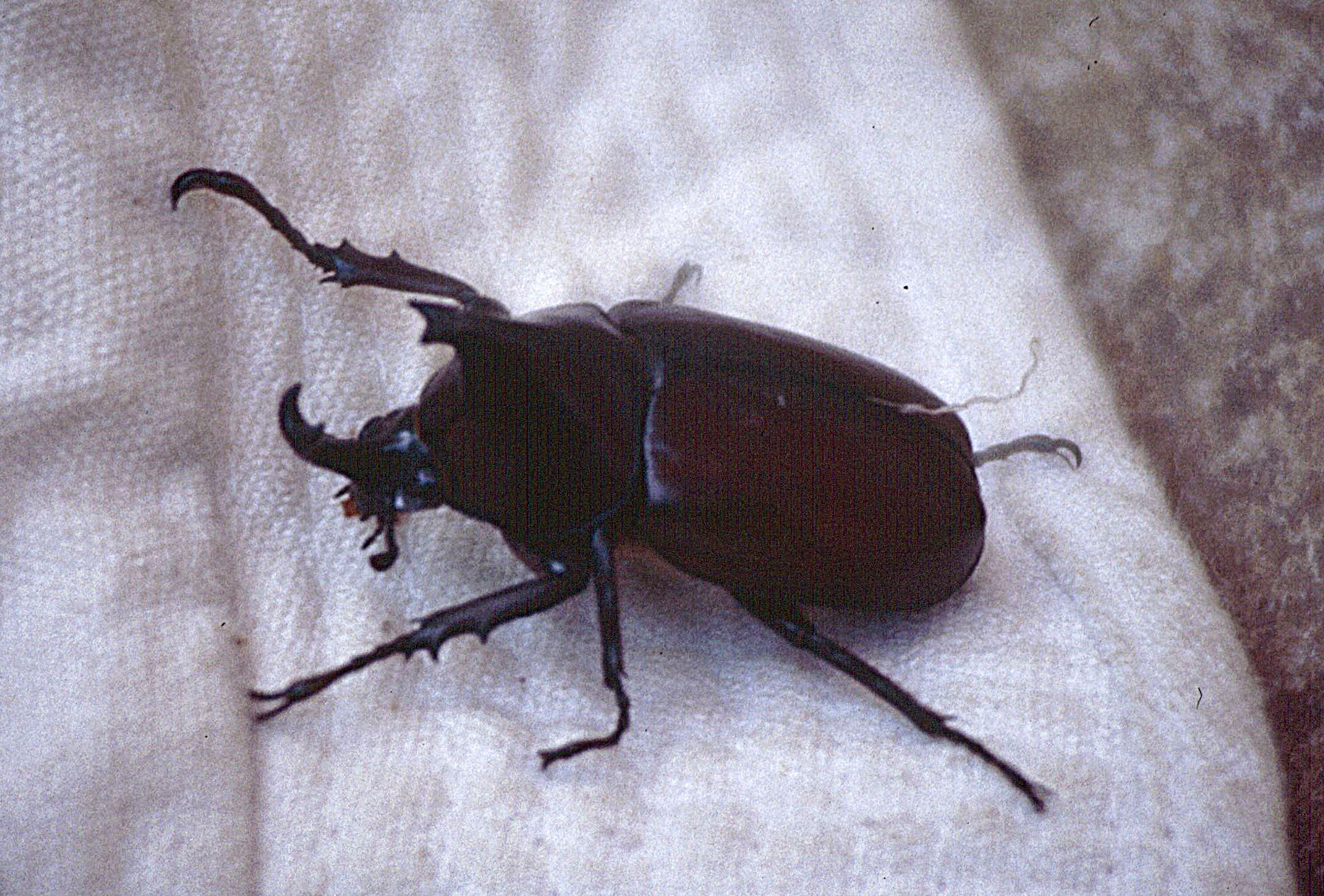
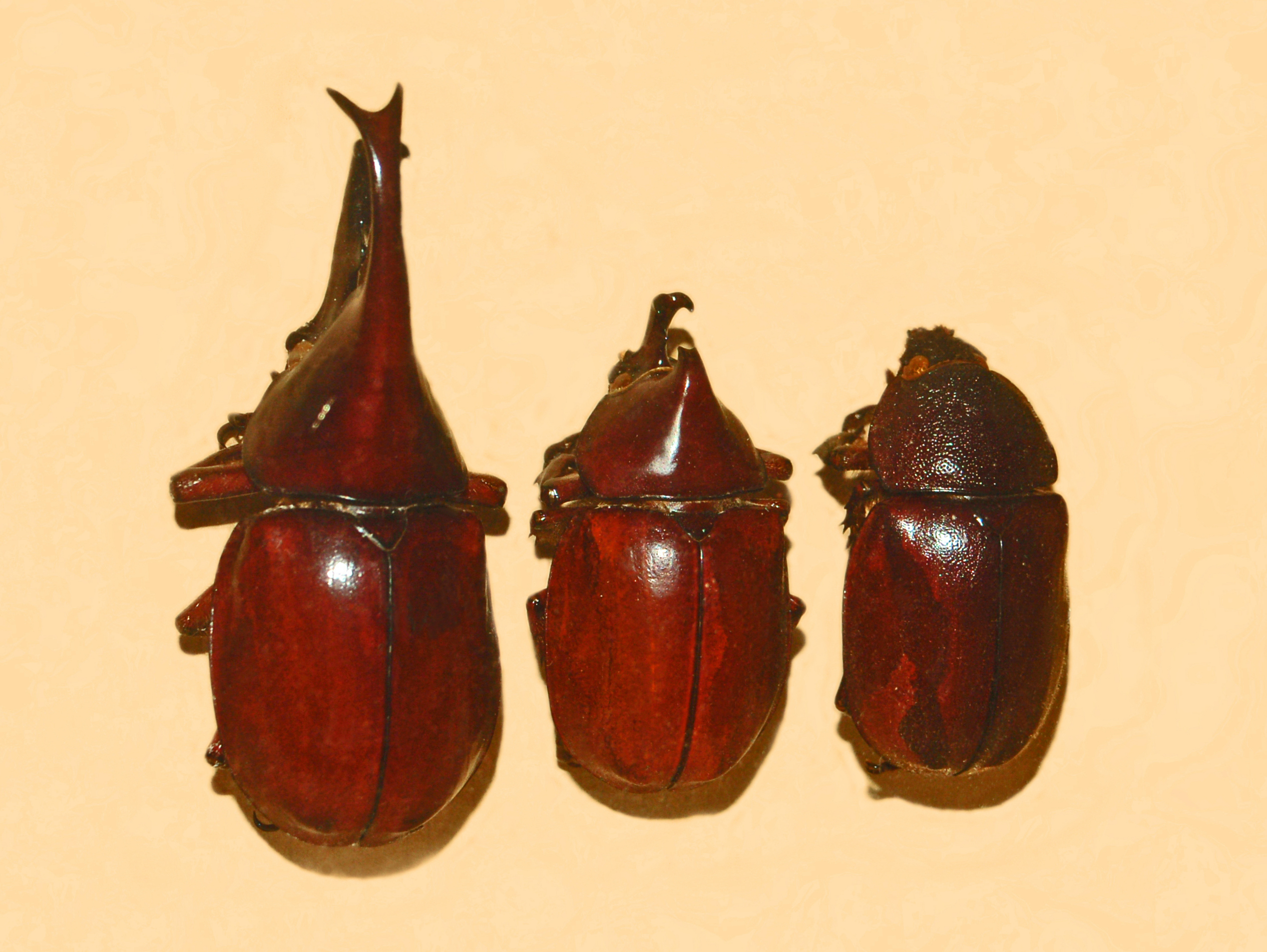
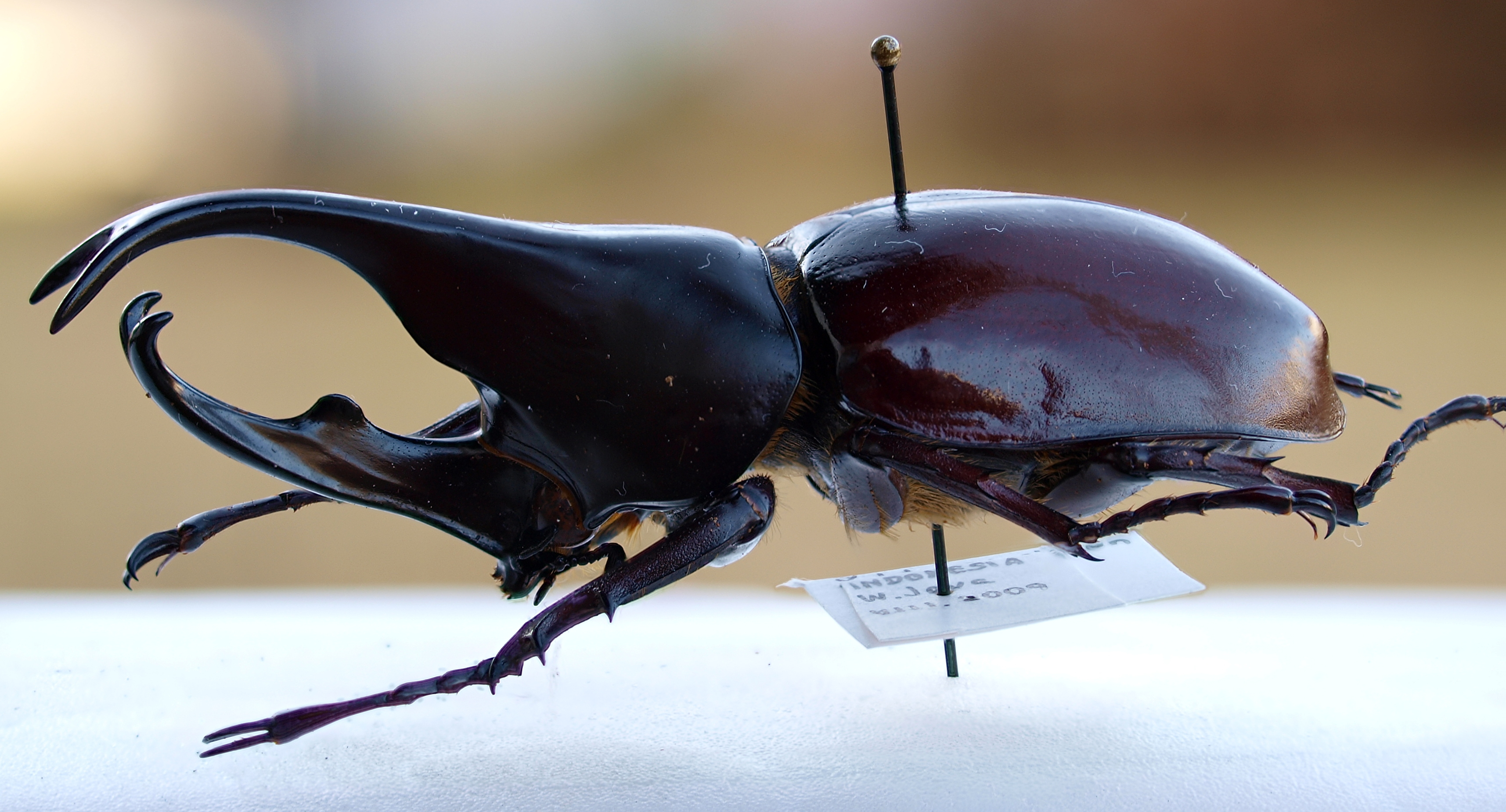
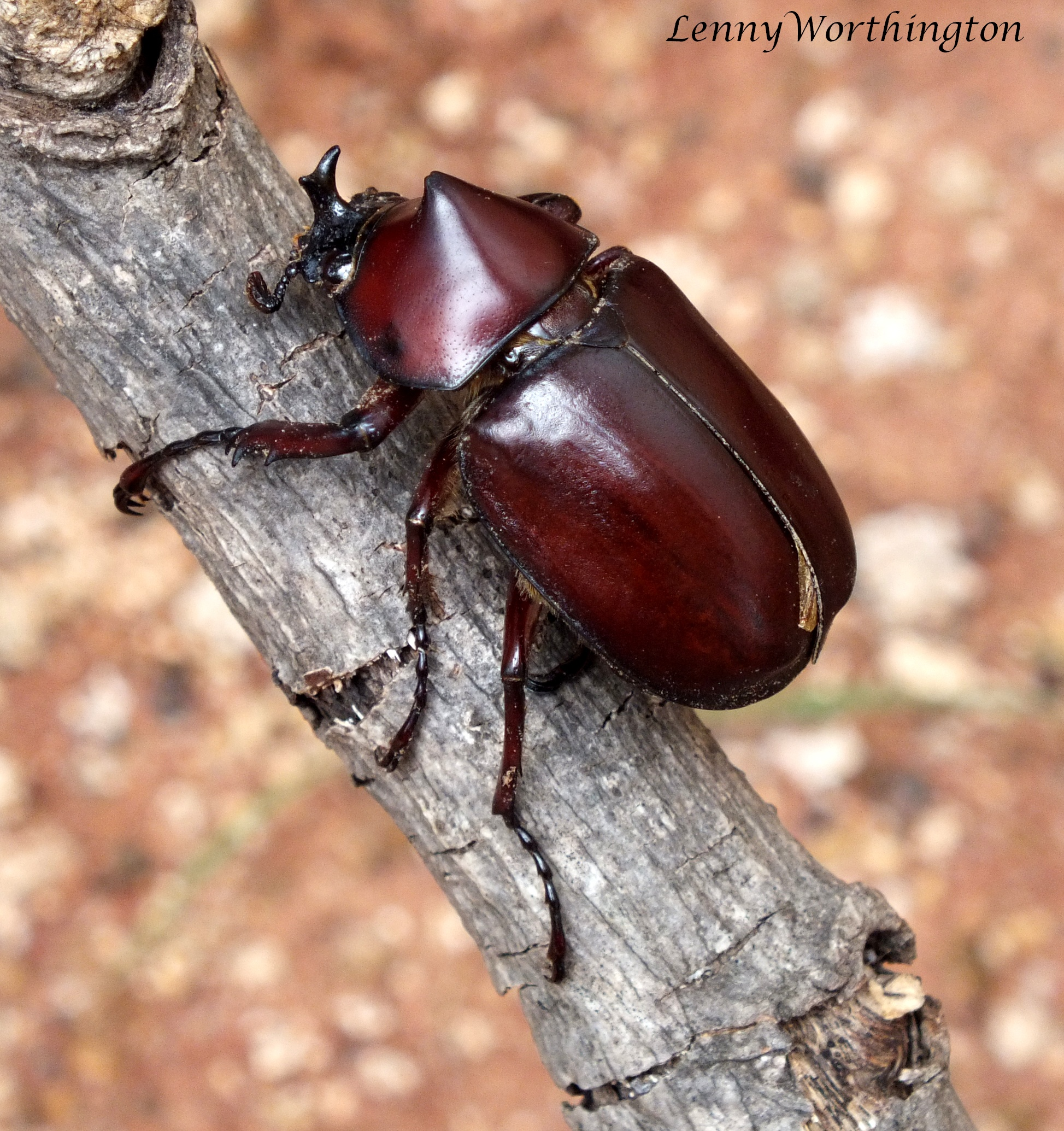